# Zebrabotia
Zebrabotia (Botia striata) är en sötvattenslevande fisk i familjen nissögefiskar som finns i södra Indien. Den är även en populär akvariefisk.

## Utseende
En långsträckt fisk med konvex rygg och en mun som sitter på undersidan och är omgiven av 8 skäggtömmar. Kroppsfärgen är brun med ett flertal gula, vertikala streimmor som varierar i storlek. Fenorna är genomskinliga med bruna ränder; stjärtfenan har bruna fläckar. Arten blir knappt 8 cm lång.

## Vanor
Zebrabotian är en sötvattensfisk som förekommer i klara bergsbäckar med ett pH mellan 6,0 och 8,0 och en temperatur omkring 23°C till 26°C. Arten är sällskaplig och lever i komplexa sociala hierarkier.

## Utbredning
Arten förekommer i delstaten Maharashtra och bergskedjan Västra Ghats i Indien.

## Akvariefisk
Zebrabotian är en populär akvariefisk som passar i större akvarier, gärna med botten av sand eller fint grus. Den är förhållandevis fredlig men bör inte hållas med alltför små fiskar; den kan dessutom nafsa efter långsammare fiskars fenor. Arten bör hållas i större grupper om åtminstone 5 – 6 individer av samma art. Födan bör vara varierad, med både animaliska och vegetabiliska inslag, som "blodmask" (fjädermygglarver), tubifex, saltkräftor och liknande, samt bitar av gurka, melon, förvälld spenat, squash med mera. Den tar gärna snäckor, och kan användas för att hålla akvariet rent från sådana.